# DNA Warrior
DNA Warrior is een videospel dat in 1989 uitkwam voor de Commodore Amiga, ZX Spectrum en de Commodore 64. Professor R. Szymanski heeft een versneller en DNA in de hersenen van de speler geplaatst. Net op het moment van activatie explodeert het lab en brengt de professor in coma. De professor is de enige die weet hoe het experiment te stoppen. 
Het DNA blijft groeien of het moet worden gevonden. Een ruimteschip wordt verkleind en in de spelers bloedbaan gebracht om de groei van het DNA een halt toe te roepen. De acht onderdelen van de groeiremmer moeten worden gevonden voordat er met het implanteren in de hersenen kan worden begonnen. 
Het spel is singleplayer horizontaal scrollende shoot 'em up. Het spel is Engelstalig en kan met het toetsenbord bestuurd worden. 

## Ontvangst
| Beoordeeld door                | Jaar | Platform     | Score |
| ------------------------------ | ---- | ------------ | ----- |
| ZZap64!                        | 1989 | Commodore 64 | 74%   |
| The Games Machine (UK)         | 1989 | Commodore 64 | 62%   |
| The Games Machine (UK)         | 1989 | ZX Spectrum  | 51%   |
| ASM (Aktueller Software Markt) | 1989 | Amiga        | 27%   |